# Mahmut Sönmez
Mahmut Sönmez (* 25. Januar 1990 in Rotterdam) ist ein niederländisch-türkischer Fußballspieler. 

## Karriere
In seiner Jugend spielte Sönmez unter anderem neun Jahre für Feyenoord Rotterdam. Danach spielte er für den  FC Dordrecht und den RKSV Leonidas Rotterdam. Im Sommer 2012 wechselte er zum deutschen Drittligisten Preußen Münster, nachdem er als Gastspieler einen guten Eindruck hinterlassen hatte. Er unterschrieb einen Vertrag bis 2014. Nach einer Saison mit nur drei Einsätzen wurde der Vertrag aber bereits wieder aufgelöst.